# Vladimir Semyonovich Vysotsky
Vladimir Semyonovich Vysotsky (tiếng Nga: Влади́мир Семёнович Высо́цкий, Vladimir Semyonovich Vysotskyj) (25 tháng 1 năm 1938, Moskva, Liên Xô – 25 tháng 7 năm 1980, Moskva, Liên Xô) là một hình tượng Xô viết và ca sĩ, nhạc sĩ, nhà thơ và diễn viên người Do Thái và Nga. Vladimir Vysotsky được coi là một trong những nhà thơ lớn nhất của Nga thế kỷ XX. Tên của ông đã được đặt cho các vệ tinh nhân tạo.

## Tiểu sử
Vladimir Vysotsky sinh và mất đều ở thủ đô Moskva. Nguồn gốc và chủng tộc hiện vẫn có những ý kiến khác nhau. Từ thời ông bà, và ngay cả bố của Vysotsky vẫn có hai giả thiết. Họ là người ở tỉnh Bretsk, một tỉnh giáp với Ba Lan và nay thuộc cộng hòa Belarus.
Tuổi thơ ở thủ đô Moskva. Những năm thế chiến II, từ 1941 đến 1943, sơ tán về tỉnh Chkalov (nay là tỉnh Orenburg). Năm 1947 bố và mẹ ly dị, Vladimir về sống với bố và vợ hai của bố. Những năm 1947 – 1949 sống ở Đức – là nơi mà bố của Vladimir làm việc. Ở đây Vladimir bắt đầu học đàn dương cầm.

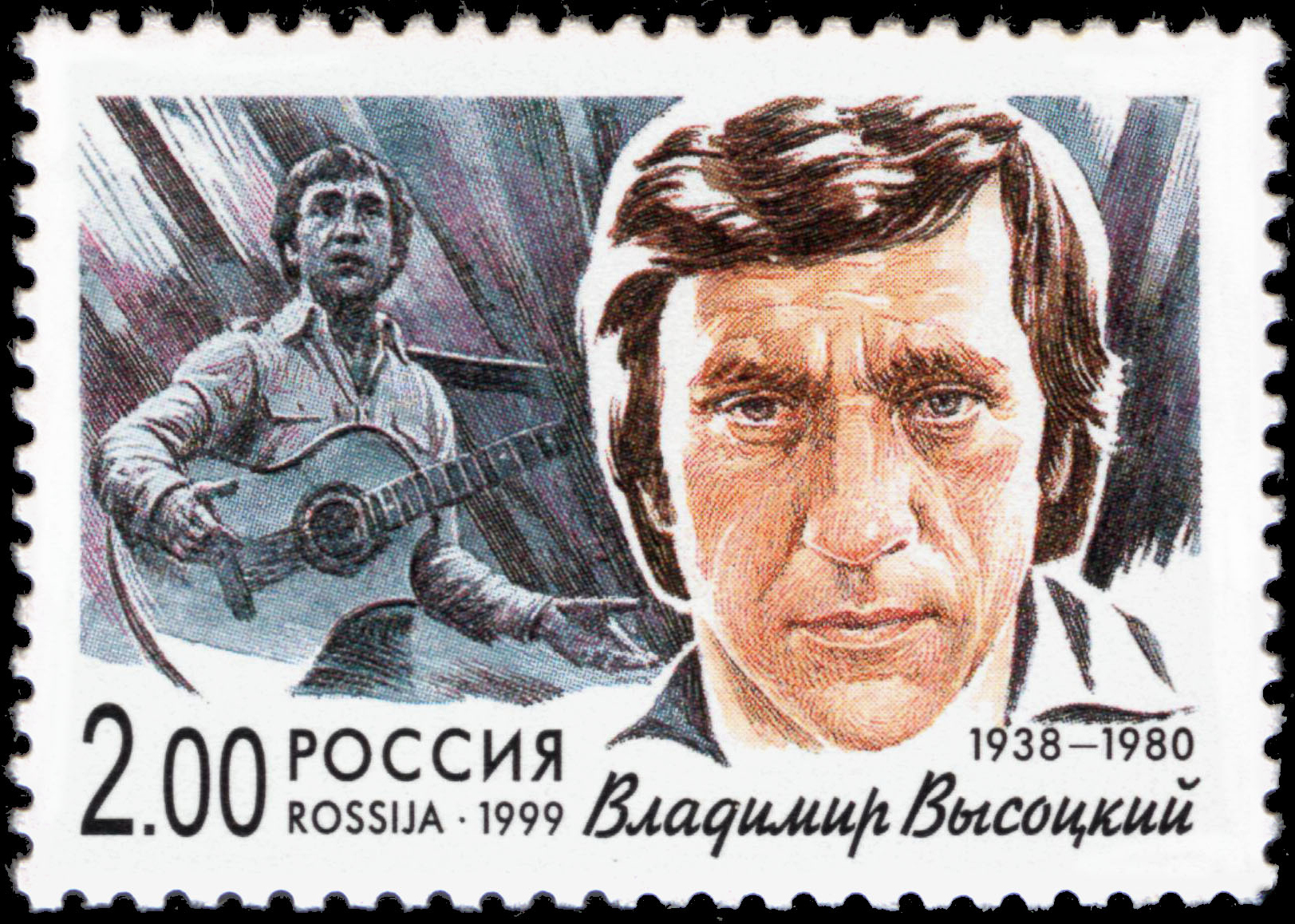
Hình Vladimir Vysotsky trên tem thư, 1999

Năm 1956 học trường Đại học Kỹ sư xây dựng nhưng được một học kỳ thì bỏ. Sau đó vào học trường Nghệ thuật Moskva từ 1956 – 1960. Sau khi tốt nghiệp Vladimir Visotsky bắt đầu cuộc đời nghệ sĩ đầu tiên ở nhà hát Puskin, sau đó là nhà hát Taganka. Vladimir Visotsky tham gia hàng chục vai diễn trong hàng chục bộ phim, trong đó có nhiều bộ phim nổi tiếng thế giới.
Vladimir Vysotsky biết làm thơ từ nhỏ. Ông sáng tác tất cả hơn 600 bài thơ và bài hát. Trong số này có rất nhiều bài hát viết cho phim và kịch. Ngoài thơ, ông còn viết văn xuôi, kịch bản sân khấu, phim và truyện cổ tích. Ông sáng tác nhạc từ năm 1960 cho những bài thơ của mình. Những bài hát của ông được tuổi trẻ cả nước hát và ông cũng thường xuyên đi biểu diễn ở nước ngoài, đặc biệt là ở các nước Phương Tây.
Vladimir Vysotsky kết hôn ba lần. Hai người vợ đầu tiên được khoảng 5 năm. Người cuối cùng, từ năm 1970 đến cuối đời. Người vợ đầu tiên có một đứa con trai và mang họ Vysotsky nhưng thực ra là con của người đàn ông khác.
Những năm cuối đời ông trở thành thần tượng của giới trẻ Xô Viết, đặc biệt nổi tiếng ở thập niên cuối cùng. Vladimir Vysotsky mất ngày 25 tháng 7 năm 1980 ở Moskva. Cả nước khóc cái chết của ông. Đám tang của ông có hàng chục nghìn người tham dự. Mặc dù vậy, sự thừa nhận chính thức chỉ đến với ông sau khi chết. Ông được công nhận Nghệ sĩ công huân của Liên bang Nga năm 1986. Năm 1987 ông được truy tặng Giải thưởng Nhà nước Liên Xô.
Sau khi mất, toàn bộ sáng tác của ông được in thành sách và ghi thành nhiều bộ đĩa cả ở Liên Xô cũng như ở nhiều nước trên thế giới. Thơ và bài hát của ông hiện tại đã được dịch ra 52 thứ tiếng trên thế giới. Tiếng Việt có bản dịch của Nguyễn Viết Thắng với khoảng 30 bài.

## Phim tham gia
| Năm  | Phim                                                                              | Đạo diễn              | Hãng phim          |
| ---- | --------------------------------------------------------------------------------- | --------------------- | ------------------ |
| 1959 | Sverstnitsy (Сверстницы)                                                          | V. Ordynskii          | Mosfilm            |
| 1961 | Karyera Dimy Gorina (Карьера Димы Горина)                                         | F. Dovlatyan          | M. Gorkii Studio   |
| 1961 | Karyera Dimy Gorina (Карьера Димы Горина)                                         | L. Mirskii            | M. Gorkii Studio   |
| 1962 | 713-iy Prosit Posadku (713-й просит посадку)                                      | G. Nikulin            | Lenfilm            |
| 1962 | Uvol'neniye na bereg (Увольнение на берег)                                        | F. Mironer            | Mosfilm            |
| 1963 | Shtrafnoy udar (Штрафной удар)                                                    | V. Dorman             | M. Gorkii Studio   |
| 1963 | The Alive and the Dead (Живые и мёртвые)                                          | Aleksandr Stolper     | Mosfilm            |
| 1965 | Na zavtrashney ulitse (На завтрашней улице)                                       | F. Filipov            | Mosfilm            |
| 1965 | Nash dom (Наш дом)                                                                | V. Pronin             | Mosfilm            |
| 1965 | Stryapuha (Стряпуха)                                                              | E. Keosyan            | Mosfilm            |
| 1966 | Ya rodom iz detstva (Я родом из детства)                                          | V. Turov              | Belarusfilm        |
| 1966 | Sasha-Sashen'ka (Саша-Сашенька)                                                   | V. Chetverikov        | Belarusfilm        |
| 1967 | Vertikal' (Вертикаль)                                                             | Stanislav Govorukhin  | Odessa Film Studio |
| 1967 | Vertikal' (Вертикаль)                                                             | B. Durov              | Odessa Film Studio |
| 1967 | Voyna pod kryshami (Война под крышами)                                            | V. Turov              | Belarusfilm        |
| 1968 | Interventsiya (Интервенция)                                                       | Gennady Poloka        | Lenfilm            |
| 1968 | Khozyain taygi (Хозяин тайги)                                                     | V. Nazarov            | Mosfilm            |
| 1968 | Two Comrades Were Serving (Служили два товарища)                                  | E. Karyelov           | Mosfilm            |
| 1969 | Opasnye gastroli (Опасные гастроли)                                               | G. Yungvald-Hilkevich | Odessa Film Studio |
| 1969 | Bely vzryv (Белый взрыв)                                                          | Stanislav Govorukhin  | Odessa Film Studio |
| 1972 | Chetvyorty (Четвёртый)                                                            | A. Stolper            | Mosfilm            |
| 1973 | Plohkoy khoroshy chelovek (Плохой хороший человек)                                | I. Heifits            | Lenfilm            |
| 1974 | Yedinstvennaya doroga (Единственная дорога)                                       | V. Pavlovich          | Mosfilm            |
| 1974 | Yedinstvennaya doroga (Единственная дорога)                                       | V. Pavlovich          | Titograd Studio    |
| 1975 | Yedinstvennaya (Единственная)                                                     | I. Heifits            | Lenfilm            |
| 1975 | Begstvo mistera Mak-Kinli (Бегство мистера Мак-Кинли)                             | M. Shveitser          | Mosfilm            |
| 1976 | Skaz pro to, kak tsar Pyotr arapa zhenil (Сказ про то, как царь Пётр арапа женил) | Alexander Mitta       | Mosfilm            |
| 1977 | Ők ketten (Они вдвоём)                                                            | M. Mészáros           | Mafilm             |
| 1979 | The Meeting Place Cannot Be Changed (Место встречи изменить нельзя)               | Stanislav Govorukhin  | Odessa Film Studio |
| 1979 | Little Tragedies (Маленькие трагедии)                                             | Mikhail Shveytser     | Mosfilm            |

## Sách
- Wladimir Wyssozki. Aufbau Verlag 1989 (DDR): Zerreißt mir nicht meine silbernen Saiten....
- Vysotsky, Vladimir (1990): Hamlet With a Guitar. Moscow, Progress Publishers. ISBN 5-01-001125-5
- Vysotsky, Vladimir (2003): Songs, Poems, Prose. Moscow, Eksmo. ISBN
- Vysotsky, Vladimir / Mer, Nathan (trans) (1991): Songs & Poems. ISBN 0-89697-399-9
- Vysotsky, Vladimir (1991): I Love, Therefore I Live. ISBN 0-569-09274-4
- Vlady, Marina (1987): Vladimir ou Le Vol Arrêté. Paris, Ed. Fayard. ISBN 2-213-02062-0 (Vladimir or the Aborted Flight)
- Влади М. Владимир, или Прерванный полет. М.: Прогресс, 1989.
- Vlady, Marina / Meinert, Joachim (transl) (1991): Eine Liebe zwischen zwei Welten. Mein Leben mit Wladimir Wyssozki. Weimar, Aufbau Verlag. ISBN